# William Ormsby-Gore, 4. baron Harlech
William George Arthur Ormsby-Gore, 4. baron Harlech (11. dubna 1885 Londýn, Anglie – 14. února 1964 Londýn, Anglie) byl britský státník a diplomat. Pocházel ze šlechtické rodiny, byl dlouholetým poslancem Dolní sněmovny a v meziválečném období zastával několik vládních funkcí, nakonec byl ministrem kolonií (1936-1938). Od roku 1938 byl se zděděným titulem barona členem Sněmovny lordů, kde stejně jako předtím v dolní komoře patřil ke Konzervativní straně. Jeho syn David Ormsby-Gore, 5. baron Harlech (1918–1985) vynikl jako velvyslanec v USA (1961–1965).

## Kariéra
Pocházel z vedlejší linie irského rodu hrabat z Arranu, jeho předkové od roku 1815 užívali jméno Ormsby-Gore a v roce 1876 jim byl udělen titul barona. Narodil se jako jediný syn Georga Ormsby-Gore, 3. barona Harlecha (1855–1938), po matce Margaret Gordon (1861–1950) byl vnukem 10. markýze z Huntley. Studoval v Etonu a Oxfordu, v letech 1910–1938 byl poslancem Dolní sněmovny za Konzervativní stranu. Za první světové války vstoupil do armády, zúčastnil se bojů v severní Africe a dosáhl hodnosti kapitána, poté působil u generálního štábu. V roce 1917 byl povolán zpět do Anglie a stal se parlamentním tajemníkem ministra Alfreda Milnera. V roce 1919 byl členem britské delegace na mírové konferenci v Paříži. V letech 1922–1924 a 1924–1929 byl státním podsekretářem kolonií (ve druhém funkčním období byl zároveň mluvčím ministerstva kolonií v Dolní sněmovně, protože tehdejší ministr kolonií 9. vévoda z Devonshire zasedal ve Sněmovně lordů). Od roku 1927 byl členem Tajné rady.
V MacDonaldově koaliční vládě byl postupně generálním poštmistrem (1931) a státním sekretářem veřejných prací (1931–1936). V této funkci setrval i po jmenování třetího kabinetu Stanleye Baldwina a nakonec byl ministrem kolonií (1936–1938). V této době proslul svými protiněmeckými názory a nesouhlasem se zahraniční politikou následujícího premiéra Chamberlaina. V květnu 1938 zdědil po otci titul barona a přešel do Sněmovny lordů, díky tomu také opustil vládu (ve funkci ministra kolonií jej nahradil syn bývalého premiéra Malcolm MacDonald). Za druhé světové války působil jako civilní komisař obrany v severovýchodní Anglii a v letech 1942–1944 byl vysokým komisařem pro Jižní Afriku.
Zastával řadu dalších čestných funkcí, v letech 1938–1957 byl lordem místodržitelem ve waleském hrabství Merioneth, byl též smírčím soudcem a zástupcem místodržitele v hrabství Shropshire, kde vlastnil statky. Po odchodu z vlády byl mimo jiné členem správní rady v několika bankách, kde měl majetkové podíly. V roce 1938 obdržel velkokříž Řádu sv. Michala a sv. Jiří a nakonec v roce 1948 získal Podvazkový řád. Byl též kurátorem Národní portrétní galerie a Tate Gallery a získal čestný doktorát v Oxfordu.

## Rodina

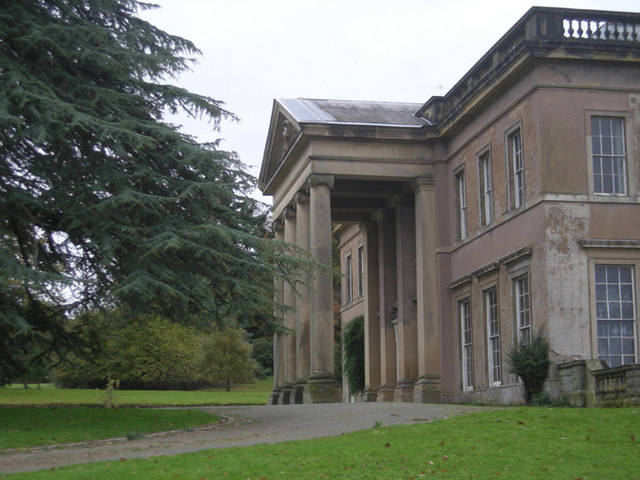
Zámek Brogyntyn Hall (Shropshire), sídlo rodu v letech 1815–2001

Jeho manželkou byla Beatrice Cecil (1891–1980), dcera 4. markýze ze Salisbury. Měli spolu šest dětí, nejstarší syn Owen Gerard Ormsby-Gore (1916–1935) zahynul při autonehodě. Dědicem baronského titulu byl druhorozený syn William David Ormsby-Gore (1918–1985), který byl v letech 1961–1965 velvyslancem v USA. Dcera Katherine (1921–2017) byla manželkou politika Maurice Macmillana (1921–1984), syna premiéra Harolda Macmillana.
Rodovým sídlem byl od roku 1815 zámek Brogyntyn Hall (Shropshire), který potomci prodali v roce 2001 za pět miliónů liber.